# Pacht
Pacht, in middeleeuwse akten ook toust, is een op huur lijkende rechtsfiguur uit het goederenrecht waarbij agrarische gronden door de eigenaar (verpachter) in gebruik worden gegeven aan de pachter. De opbrengst van het verpachte goed komt in beginsel toe aan de pachter, daarover kunnen in de pachtovereenkomst andere afspraken worden gemaakt.
De pachtovereenkomst is een zogenaamde bijzondere overeenkomst. Dat brengt onder andere mee dat als een overeenkomst inhoudelijk voldoet aan de voorwaarden die de wet stelt aan een pachtovereenkomst, het dan geldt als pachtovereenkomst en de wettelijke regels van pacht van toepassing zijn, ook al hebben partijen er een andere naam aan gegeven. Binnen het pachtrecht bestaan dan weer bijzondere pachtovereenkomsten (afdeling 12).
Pachtrecht valt binnen het rechtsgebied agrarisch recht, rechtszaken worden bij de rechtbank en het gerechtshof behandeld door de pachtkamer. Bepaalde geschillen moeten worden voorgelegd aan de Grondkamer, beroepsinstantie de Centrale Grondkamer in Arnhem.
Ook spoor- of buslijnen kunnen verpacht worden. Dan spreekt men eerder over OV-concessies. In België werden de buurtspoorweglijnen verpacht aan exploitatiemaatschappijen.

## België
In België wordt de pacht hoofdzakelijk geregeld in het Burgerlijk Wetboek, Boek 3, titel 8, Hoofdstuk 2, afd. 3 en de Wet van 4 november 1969 tot beperking van de pachtprijzen. Er wordt voor sommige artikelen een onderscheid gemaakt tussen het Vlaams Gewest en het Waals Gewest.
In principe wordt de overeenkomst niet ontbonden door het overlijden van een van de partijen. De verpachter kan zich echter het recht voorbehouden de landpacht te verbreken bij overlijden van de pachter. Ontzegging moet ten minste 2 jaar voor het verstrijken van de overeenkomst geschieden.

### Vlaanderen
In 2022 werkte de Vlaamse regering aan een nieuwe pachtwetgeving. Op 1 november 2023 werd het nieuwe Vlaamse pachtdecreet van kracht.

## Nederland

### Geschiedenis
In Nederland was pacht tot september 2007 geregeld in een eigen wet, de Pachtwet. Deze wet regelde o.a. dat de pacht schriftelijk moet worden aangegaan, en goedkeuring van de grondkamer behoeft. Indien door buitengewone omstandigheden de opbrengst aanzienlijk minder is geweest dan bij het aangaan van de overeenkomst te verwachten was, heeft de pachter recht op een vermindering van de pachtprijs over de betrokken periode. Verbeteringen aan het gepachte in de loop van 20 jaar geven de pachter recht op een billijke vergoeding. Pachtovereenkomsten van boerderijen gelden voor ten minste 12 jaar, voor los land 6 jaar, en worden beide van rechtswege telkens voor 6 jaar verlengd, tenzij een van de partijen uiterlijk één jaar voor het einde van de lopende overeenkomst heeft opgezegd. Hiertegen is voor de pachter beroep mogelijk bij de pachtkamer.
De Pachtwet dateerde van 1958 en was in 1995 aangevuld met nieuwe vormen zoals teeltpacht een eenmalige pacht (artikel 70f Pachtwet). Eenmalige pacht geeft de mogelijkheid om grond tijdelijk te verpachten voor een periode van ten hoogste 12 aaneengesloten jaren, waarop het merendeel van de bepalingen van de Pachtwet niet van toepassing is.

### Huidige Pachtwet
Bij Wet van 26 april 2007 tot vaststelling en invoering van titel 7.5 (Pacht) van het Burgerlijk Wetboek is het pachtrecht in deze titel (artikel 311 e.v.) ingevoegd in Boek 7 van het Nederlandse Burgerlijk Wetboek. De hoofdregels zijn:
1. De pachtovereenkomst geldt voor een bepaalde tijd. Deze tijd bedraagt twaalf jaren voor een hoeve en zes jaren voor los land.
2. Een pachtovereenkomst kan voor een langere duur worden aangegaan, mits een bepaalde datum van beëindiging is vastgesteld.
3. Een pachtovereenkomst kan voor een kortere duur worden aangegaan, mits een bepaalde datum van beëindiging is vastgesteld. De kortere duur behoeft de goedkeuring van de grondkamer, welke hetzij vóór het aangaan van de overeenkomst, hetzij bij de toetsing daarvan kan worden verleend.

Een nadere regeling betreffende vergoedingen is vastgesteld in het Uitvoeringsbesluit pacht.